# BTCボックス
BTCボックス株式会社は東京都中央区に本社を置き、暗号通貨取引所「BTCBOX」を運営する企業。2014年3月6日に中国出身のエンジニアDavid Zhangによって設立された。

## 概要
BTCボックス株式会社は2014年４月9日にビットコイン（Bitcoin）の取引所として「BTCBOX」のサービス提供を開始し、現存する日本の仮想通貨取引所の中で最も長くサービスを続けている。2014年4月のサービス開始から日本国内のBTC/JPYの取引量をほぼ独占しており、2015年11月まで日本１位を保ち続けていた。
2019年4月1日にはCoinMarketCapの「調整取引量：仮想通貨取引所トップ100」において、日本の取引所の中で1位を記録した。
取り扱う仮想通貨はビットコイン、ビットコインキャッシュ、イーサリアム、ライトコインの4種である。（2019年6月現在）
2019年1月21日、サイバーセキュリティ企業のHACKENと同社が運営するメディアCERが、仮想通貨取引所のセキュリティ調査を行い、日本の取引所の中でのセキュリティランキングは３位となっている。
ユーザーサポート体制としては、電話、メール、チャットの3つの窓口を設けており、日本語・英語・中国語の3カ国語で対応している。顧客資産は、当社技術陣が評価したウォレットで保管されており、そのウォレットは実質的にオフライン化されていて、万が一のサイバー攻撃の脅威からはほとんど回避されている。また、そのウォレット自身も物理的に貸金庫で保管されている。 また、2014年4月のサービス開始からハッキングなどの事件が1度も起こっていない。
2018年10月にブロックストリームが立ち上げたビットコインのサイドチェーン「Liquid Network」に参加を表明した。

## 主なサービス
仮想通貨の購入・売却
ビットコイン等各種仮想通貨の購入・売却が可能。指定の銀行口座に日本円を振り込むことで購入が可能になる。トレードビューにて価格変動を確認できる。メイカー / テイカーの価格モデルを採用している。
仮想通貨の送金・入金
仮想通貨の送金・入金が可能。QRコードからアドレスを読み取り入金することもできる。
仮想通貨融資
　　総資産の最大３倍までのビットコインを借りることができるサービス。未成年の顧客は使用できない。

## 口座開設条件
「国内個人」「海外個人」「法人」アカウントがあり、７５歳以上の顧客は口座開設ができない。未成年も口座開設が可能だが、取引を行う主体は親権者となり、親権者との同居が必須となっている。

## 手数料
出典
新規アカウント開設及び維持費は無料

【仮想通貨の各種手数料】
| 仮想通貨種類                   | 売買手数料 | 入金 | 出金(送金） | 最低取引単位 |
| BTC （ビットコイン）           | 0.05%      | 無料 | 0.001BTC    | 0.001BTC     |
| BCH （ビットコインキャッシュ） | 0.10%      | 無料 | 0.001BCH    | 0.001BCH     |
| LTC （ライトコイン）           | 0.10%      | 無料 | 0.002LTC    | 0.001LTC     |
| ETH （イーサリアム）           | 0.10%      | 無料 | 0.01ETH     | 0.001ETH     |

【日本円手数料】
| 振込手数料                                                                                   | 出金                               |
| 住信SBIネット銀行からのお振込は無料。（個人の顧客のみ） 上記銀行以外については、自身で負担。 | 15万円以内：400円 15万円超 ：750円 |

## 取り扱う仮想通貨
- ビットコイン（Bitcoin）
- ビットコインキャッシュ（Bitcoin Cash）
- イーサリアム（Ethereum）
- ライトコイン（Litecoin）

## 沿革
出典
2014年3月　BTCボックス株式会社設立
　　　　　　 社長David Zhangが資本金500万円で設立
2014年4月　ビットコイン取引所（BTCボックス取引所）のサービス開始
2015年7月　ビットコインの月間取引量が50万BTCを超える
2016年2月　ビットコイン融資のサービス開始
2017年4月　改正資金決済法の施行（登録申請の開始）
2017年8月　ビットコインキャッシュを国内でいち早く取引開始
2017年9月　仮想通貨交換業者の登録完了
　　　　　　 同月：登録仮想通貨交換業者として営業開始
2017年11月 イーサリアム、ライトコインの取り扱い開始
2017年12月 茅場町の新オフィスへ移転完了
2018年10月 株式会社TTXHoldings設立(代表取締役David Zhang：資本金500万円)
2019年3月   株主であるDavid Zhangが、BTCボックス株式会社の株式をTTXHoldingsに全部譲渡
　　　　　　 これによりTTXHは、BTCボックスの完全親会社となる
2019年5月   BTCボックスは親会社引受による増資２億円を実施
　　　　　　 同上BTCボックス株式会社の社長交代と創立者David Zhangの会長就任（新社長辻治俊）
2019年6月　親会社引受による３億円の追加増資を実施